# Jon Arnett
Jon Dwane Arnett, detto Jaguar Jon (Los Angeles, 20 aprile 1935 – Lake Oswego, 16 gennaio 2021), è stato un giocatore di football americano statunitense che ha militato nel ruolo di halfback nella National Football League (NFL). Al college giocò a football alla University of Southern California.

## Carriera
Arnett fu scelto come secondo assoluto nel Draft NFL 1957 dai Los Angeles Rams. Soprannominato "Jaguar", giocò con essi fino al 1963, venendo convocato per cinque Pro Bowl. Le ultime tre stagioni della carriera le passò tra le file dei Chicago Bears e si ritirò dopo quella del 1966.
È morto di infarto il 16 gennaio 2021.

## Palmarès
- Convocazioni al Pro Bowl: 5

1958, 1959, 1960, 1961, 1962
- College Football Hall of Fame